# PR-551
A Rodovia PR-551 é uma estrada pertencente ao governo do Paraná que liga a rodovia PR-317 à rodovia PR-323, passando pelas cidades de Ivatuba e Doutor Camargo.

## Denominação
- Rodovia Prefeito Adolfo Joaquim Semprebom, no trecho entre a rodovia PR-317 e Ivatuba, de acordo com a Lei Estadual 16.937 de 28/10/2011.[1]

## Trechos da Rodovia
A rodovia possui uma extensão total de aproximadamente 27 km, podendo ser dividida em 3 trechos, conforme listados a seguir:
| Ponto de referência                  | Extensão do trecho | Extensão acumulada | Situação    |
| ------------------------------------ | ------------------ | ------------------ | ----------- |
| Entroncamento PR-317 (Floresta)      | ---                | 0 km               | ---         |
| Ivatuba                              | 18,0 km            | 18,0 km            | Pavimentado |
| Início área urbana de Doutor Camargo | 7,1 km             | 25,1 km            | Pavimentado |
| Entroncamento PR-323                 | 1,9 km             | 27,0 km            | Pavimentado |

Extensão pavimentada: 27,0 km (100,00%)
Extensão duplicada: 0,0 km (0,00%)